# Aishwarya Sushmita
Aishwarya Sushmita (Hindi ऐश्वर्या सुष्मिता; * 12. Juli 1994 in Darbhanga) ist eine indische Schauspielerin und Model.

## Leben und Karriere
Sushmita wurde am 12. Juli 1994 in Darbhanga geboren. Ihre Karriere begann 2016, als sie den Wettbewerb Kingfisher Calendar Supermodels 3 gewann. Anschließend debütierte sie 2021 in der Serie Special Ops 1.5: The Himmat Story. Außerdem spielte sie 2022 in dem Film Runway 34 mit. Im selben Jahr trat sie in Khakee: The Bihar Chapter auf. 2024 bekam Sushmita in der Serie Bad Cop eine Hauptrolle.

## Filmografie
Filme
- 2022: Runway 34

Serien
- 2021: Special Ops 1.5: The Himmat Story
- 2022: Khakee: The Bihar Chapter
- 2024: Bad Cop